# Goemon Ishikawa XIII
 (décembre 2023).
Si vous disposez d'ouvrages ou d'articles de référence ou si vous connaissez des sites web de qualité traitant du thème abordé ici, merci de compléter l'article en donnant les références utiles à sa vérifiabilité et en les liant à la section « Notes et références ».
Goemon Ishikawa XIII (十三代目 石川 五ェ門, Jūsan-daime Ishikawa Goemon) est un personnage de fiction créé par Monkey Punch pour sa série manga Lupin III, qui a été publiée dans le magazine Manga Action à partir du 10 août 1967.
Goemon est de la 13e génération du samouraï renégat Ishikawa Goemon, figure historique de l’Époque Sengoku. Goémon est connu pour son caractère stoïque, peu enthousiaste, couplé à un talent apparemment sans pareil au maniement du sabre (notamment l’Iaidō). Il est souvent vu en tant que partenaire d’Arsène Lupin III et Daisuke Jigen lorsqu’il y trouve son intérêt.